# Middletown (Connecticut)
Middletown város az USA Connecticut államában, Middlesex megyében. Lakosainak száma 47 717 fő (2020. április 1.).

## Népesség
A település népességének változása:
| Lakosok száma | 48 600 | 47 648 | 47 717 |
|               | 2006   | 2010   | 2020   |